# Kościół św. Maksymiliana Marii Kolbego w Szklarskiej Porębie
Kościół Świętego Maksymiliana Marii Kolbego – rzymskokatolicki kościół parafialny należący do dekanatu Szklarska Poręba diecezji legnickiej.

## Historia
Jest to budowla wzniesiona w latach 1889 roku z granitu i piaskowca. Budowę rozpoczęto w 1888 roku. Wybór materiału i prostą formę budowli uzasadniono odpornością materiału na klimat górski, duże opady śniegu i trudnością z prowadzeniem bieżących remontów, spowodowaną brakiem rzemieślników. Projektantem był Richard Plüddemann – to jeden z zaledwie dwóch znanych projektów tego architekta wykonanych dla prywatnych inwestorów w czasie sprawowania funkcji wrocławskiego miejskiego radcy budowlanego.
Prostota artystycznego wyrazu kaplicy miała – według autora – stanowić kontrast dla „zmanierowanej miejskiej architektury”. Ufundował ją hrabia Ludwig Graf von Schaffgotsch. Można również znaleźć informację, że budowa była ufundowana ze środków zebranych podczas letnich koncertów, z dobrowolnych składek, zbiórek i fundacji miłośników Szklarskiej Poręby. Przypuszcza się, że cesarz Wilhelm II z małżonką Augustą Wiktorią ufundowali elementy wyposażenia: ambonę – ofiarował cesarz, ołtarz – cesarzowa, witraż w apsydzie – małżonka zmarłego cesarza Fryderyka. Ze spadku po zmarłej cesarzowej Auguście ufundowano lichtarze. Bryła została zdominowana przez wieżę, której dwuspadowy dach został zwieńczony smukłą latarnią w kształcie ostrosłupa, przerwaną galeryjką, charakterystyczną dla twórczości projektanta.
Początkowo miała być przeznaczona dla katolików, jednak została przekazana protestantom. Po zakończeniu II wojny światowej nie odprawiane były już w niej nabożeństwa, natomiast sama świątynia była przekazywana przez ówczesne władze państwowe kolejno różnym wyznaniom i sektom. Przez te wszystkie lata budowla była opuszczona i nadal grabiona, szabrowana, niszczona. Dopiero w dniu 12 lutego 1980 roku parafia Bożego Ciała w Szklarskiej Porębie wykupiła świątynię. Parafianie razem z proboszczem ojcem Maksymilianem Januszkiewiczem szybko rozpoczęli odbudowę kościoła. W dniu 14 sierpnia 1983 roku ksiądz kardynał Henryk Gulbinowicz z Wrocławia w odzyskanej i odnowionej świątyni odprawił pierwszą mszę świętą, poświęcił ją i nadał wezwanie św. Maksymiliana Marii Kolbego, franciszkanina konwentualnego, męczennika z Oświęcimia. Dekretem biskupa legnickiego Tadeusza Rybaka z dnia 29 czerwca 1998 roku przy kościele została utworzona parafia św. Maksymiliana Marii Kolbego.

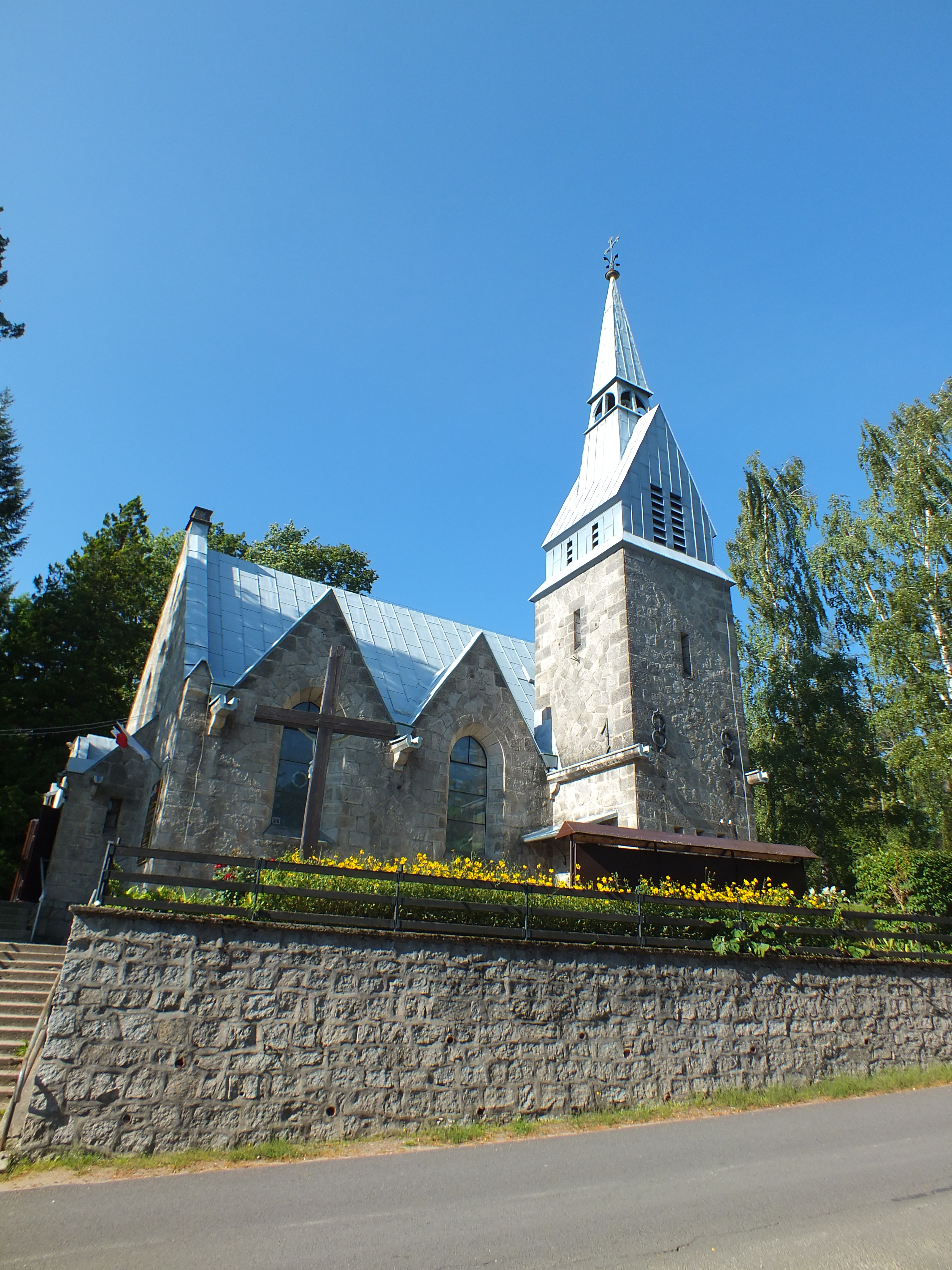
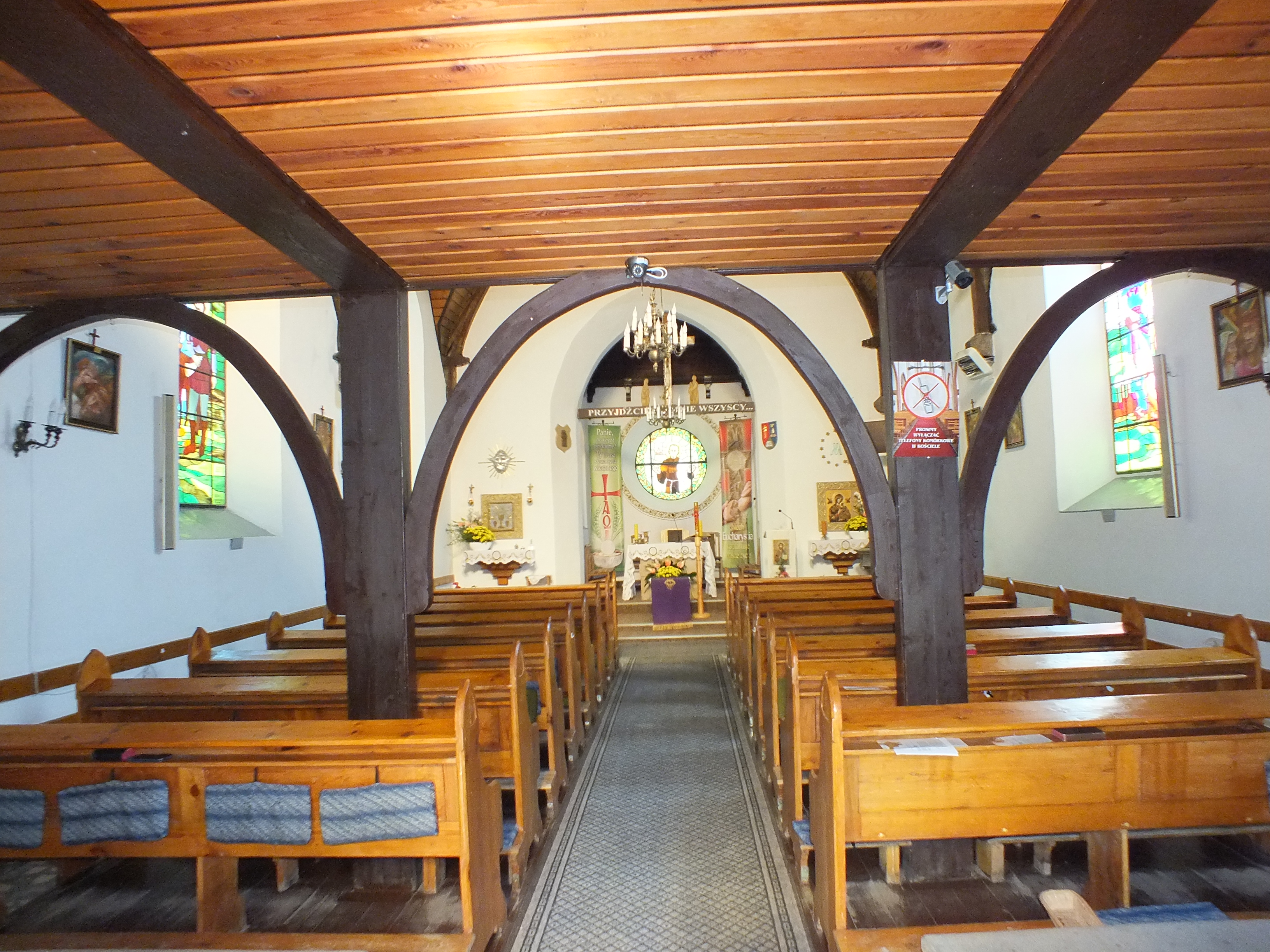
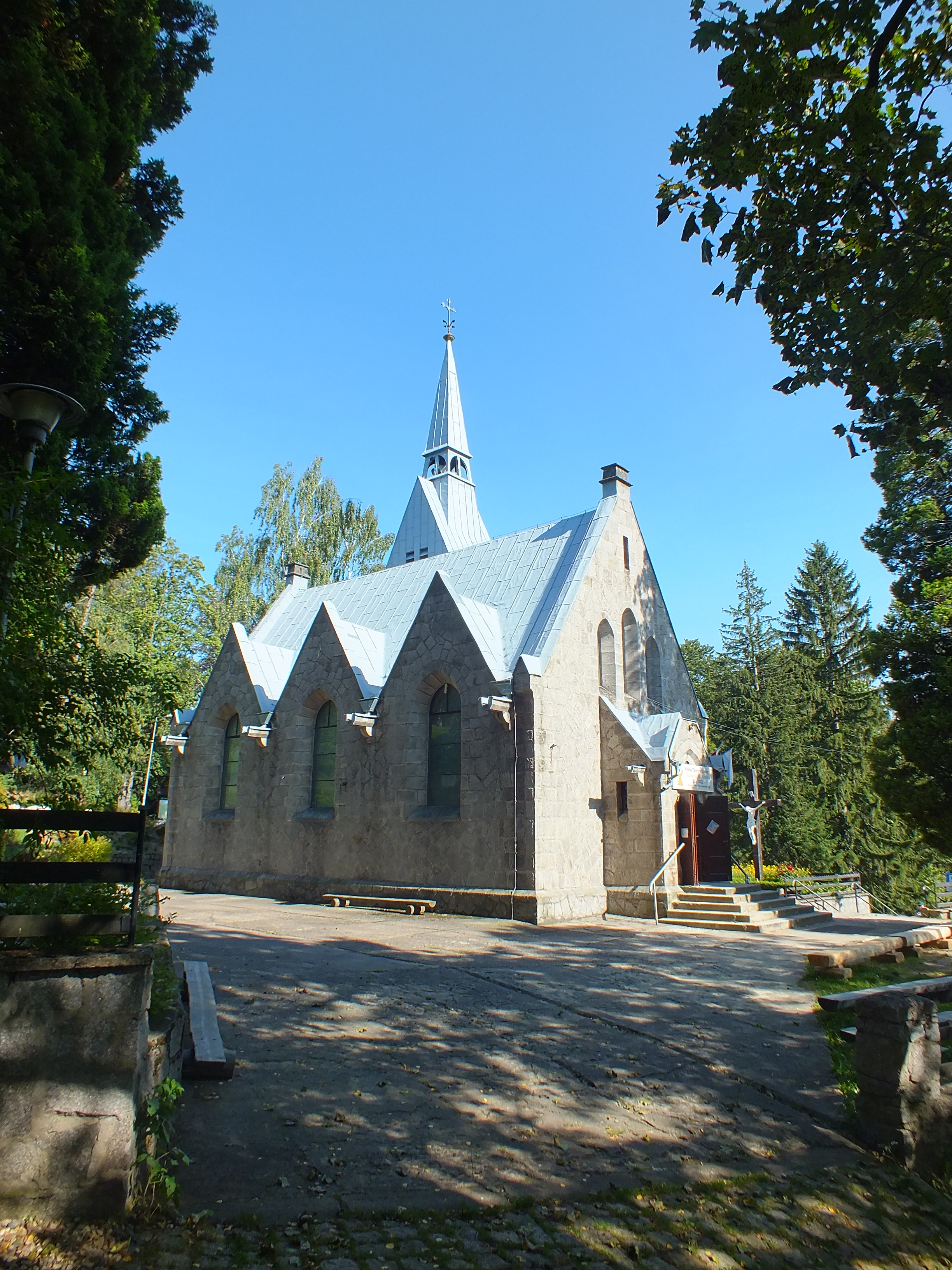
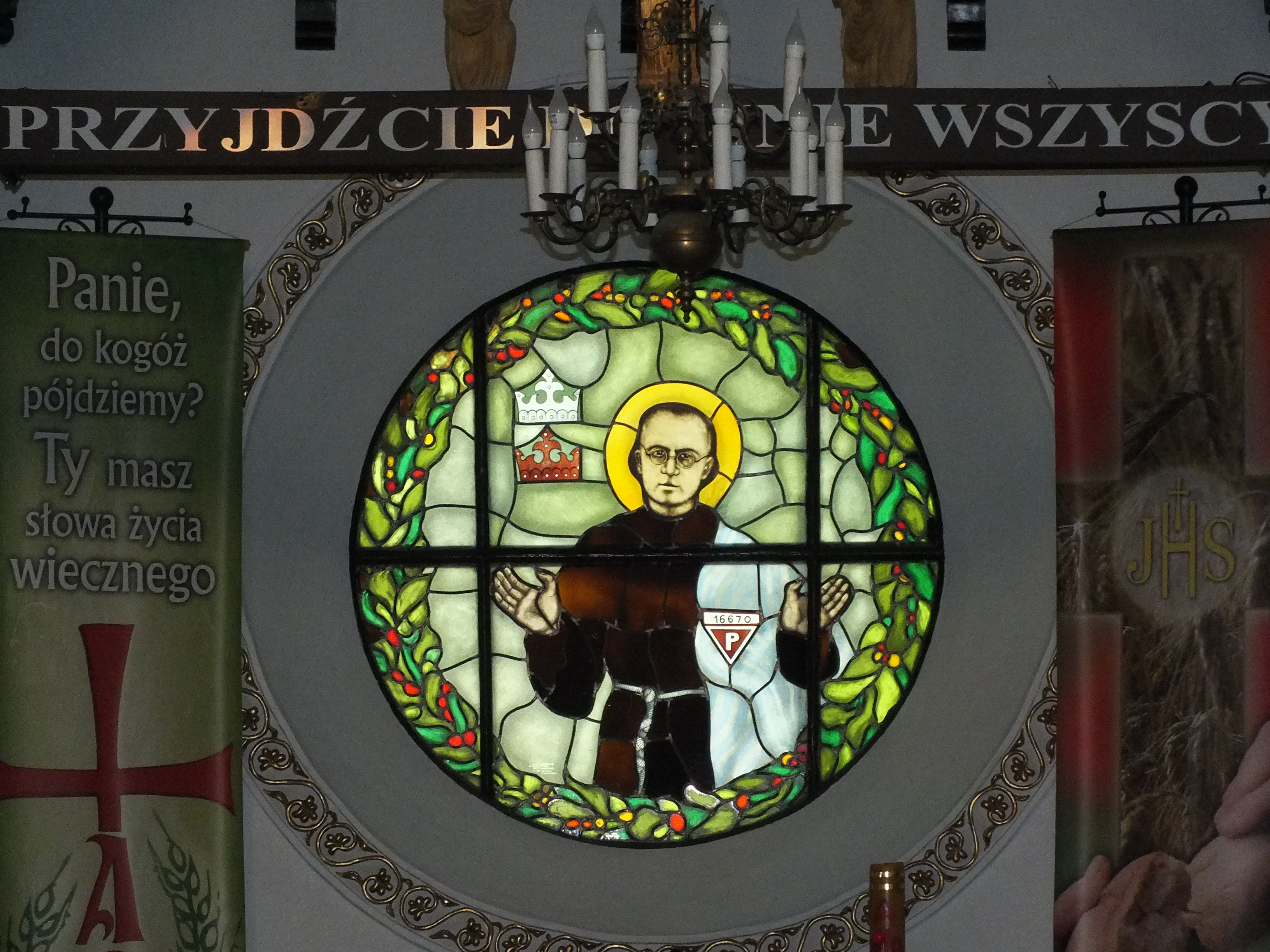